# Bábolnai ütközet
A bábolnai ütközet az 1848–1849-es szabadságharc téli hadjáratának egy ütközete volt, melynek során 1848. december 28-án egy Ottinger Ferenc parancsnoksága alatt álló császári különítmény Bábolnánál megtámadta Görgei Artúr visszavonuló feldunai hadseregének Görgey Kornél által vezetett utóvédjét. A magyar csapatok jelentős veszteséget szenvedtek.

## Előzmények
1848 decemberében a császári seregek egyszerre számos  ponton indítottak támadást a magyar honvédsereg ellen. A támadó erők közül a legjelentősebb, Windisch-Grätz főereje – mintegy 55 000 ember – a Görgei vezérőrnagy által vezetett feldunai hadsereget támadta, mely a nádasi szorostól a Fertő déli partjáig védte Magyarország nyugati határait. Görgei hadserege mintegy 28 000 emberből állt, így a túlerejű támadás több ponton átszakította a vékony vonalban felállított védelmet. A magyar haditerv az volt, hogy a visszavonuló csapatokat a Győrben előkészített állásokban összpontosítja és ez több sikeres utóvédütközet megvívása után sikerült is. Az OHB utasítása szerint Görgeinek a döntő csatát Győrben kellett megvívni és ehhez segítségül december 16-án Győrbe rendelték Perczel Mór Muraközben állomásozó hadtestét is. A győri sáncrendszer azonban a rendelkezésre állónál lényegesen nagyobb hadsereg számára készült,  így Görgei – hogy a magyar főerő bekerítését elkerülje – december 26-án elrendelte Győr kiürítését. Az Országos Honvédelmi Bizottmány az új védelmi vonalat a Vértes és a Gerecse nyugati átjáróinál jelölte ki. Windisch-Grätz december 27-én bevonult Győrbe, és még aznap este Ottinger Ferenc vezetésével egy vértesezredet és egy fél ulánusezredet indított a magyar sereg üldözésére. A különítmény magyar sereg főoszlopát akkor érte utol, amikor az december 28-án reggel Bábolnáról elvonulóban volt.

## Az ütközet lefolyása

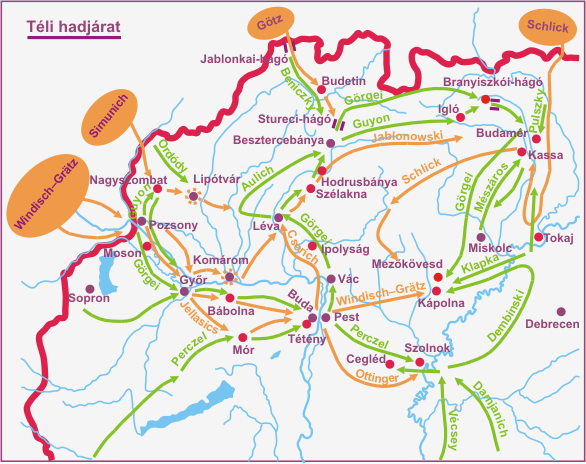

A támadás közvetlenül Görgey Kornél dandárát érte, amely az ellenség hirtelen megjelenésére pánikba esett. A huszárok és két honvédzászlóalj azonnal megfutamodott, a 34. gyalogezred 2. zászlóalja Szél József honvéd őrnagy vezetésével viszont szabályszerű hadmozdulattal reagált. A zászlóalj négyszöget alkotott, és sortüzeivel fedezte a többi csapat menekülését. A dandár zömének így sikerült megmenekülni, Szél őrnagy egysége azonban meg kellett hogy adja magát. A veszteségen feldühödött császári lovasság azonban nem vette figyelembe a megadás jelét  és megrohamozta a fegyvereiket letevő katonákat. A magyar sereg vesztesége 300-400 halott és sebesült, illetve 700 fogoly volt. Szél József sebesülten esett fogságba. Görgey amint értesült az eseményekről, azonnal visszafordult, Görgey Kornélt leváltotta dandárparancsnoki beosztásából és rendbe szedte a megfutamított egységeket.

## Következmények
Az ütközet mérete nem volt akkora, hogy önmagában következményei lettek volna a háború további menetére. Görgei azonban a bábolnai eseményekből azt a súlyos következtetést vonta le, hogy a magyar hadsereg nem csak létszámban, hanem harcértékben is messze elmarad ellenfelétől. Ez a következtetés és nagyobb részben Perczel Mór móri ütközetben, december 30-án bekövetkező veresége vezetett végül a főváros feladásához.